# Fontaines-Saint-Clair
 Fontaines-Saint-Clair  là một xã thuộc tỉnh Meuse trong vùng Grand Est đông nam nước Pháp. Xã này nằm ở khu vực có độ cao trung bình 216 mét trên mực nước biển.